# Ted (empresa aérea)
A Ted foi uma empresa aérea com sede em Denver no estado da Colorado, nos Estados Unidos, sendo uma divisão de baixo custo da United Airlines, tendo seu nome inspirado nas três últimas letras da empresa, criada para concorrer principalmente com a Frontier Airlines, foi fundada em 2004 e encerrou suas atividades em 2009.

## Frota

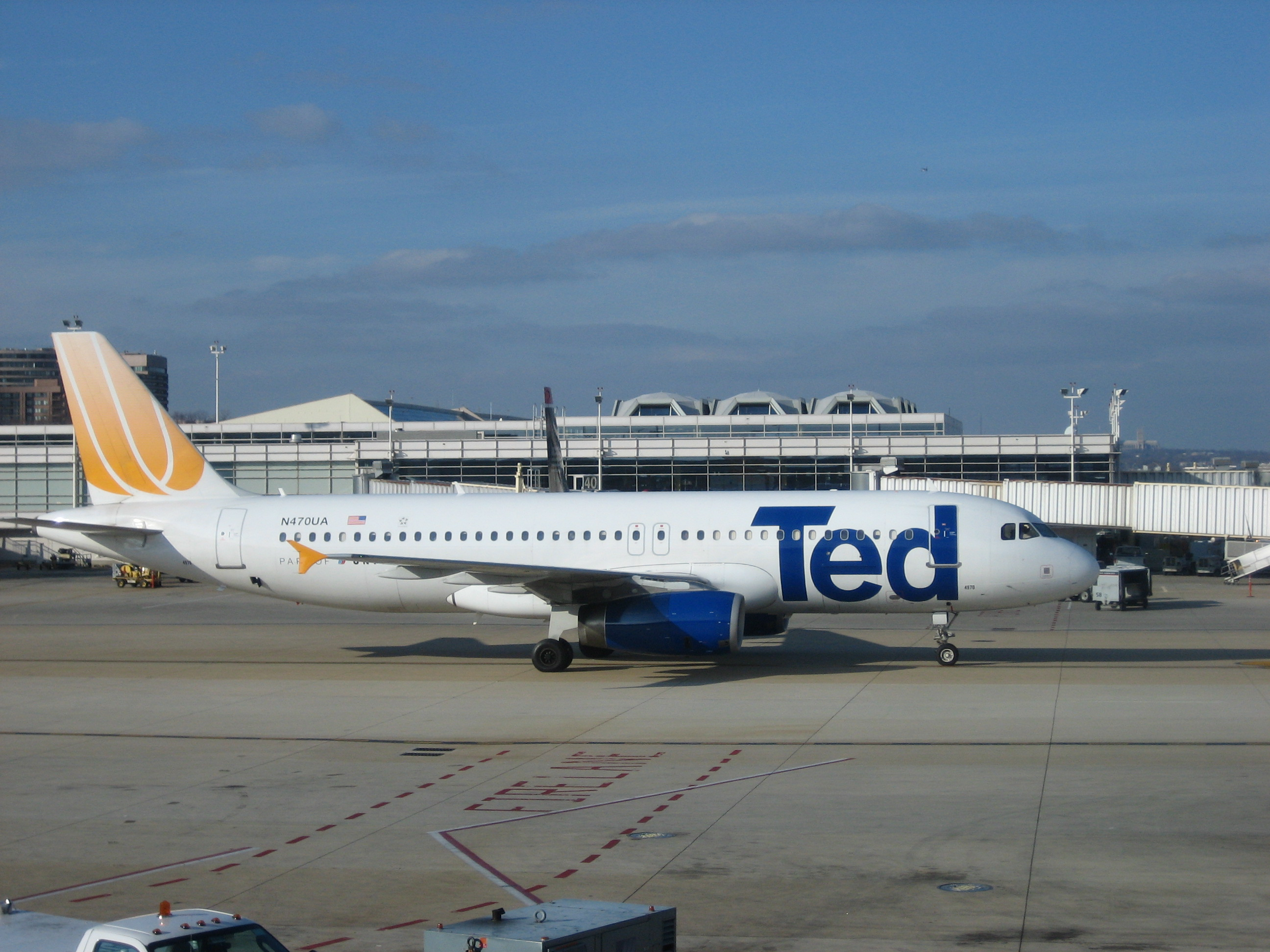
Airbus A320-200 da Ted.

Durante toda a sua vida, a empresa operou com a seguinte frota:
- Airbus A320-200 : 56